# SWPS大学
SWPS大学（SWPS社会科学・人文科学大学、ポーランド語：Uniwersytet SWPS）は、1996年に3人の心理学教授、Andrzej Eliasz、Zbigniew Pietrasiński、Janusz Reykowskiによって設立されたポーランドの非営利私立大学である。
SWPS社会科学・人文科学大学は、学部、大学院、博士課程を合わせて14,000人以上の学生を擁するポーランド最大の私立大学のひとつで、その中には60カ国以上から集まった1,200人以上の留学生も含まれている。ワルシャワ、ヴロツワフ、ソポト、ポズナン、カトヴィツェなど、ポーランドの主要都市に5つのキャンパスを持つ。
以前はワルシャワ社会心理学校（Szkoła Wyższa Psychologii Społecznej, SWPS）として知られていた。2015年にポーランドの法律により大学として認可された。

## 組織と運営
2008年、SWPS社会科学・人文科学大学創設者の地位は、教育開発研究所（Instytut Rozwoju Edukacji）とその会長であるポーランドの実業家で慈善家のピョートル・ヴォルケルに移った。2018年以前、SWPS社会科学・人文科学大学は私的に任命された評議員会によって運営されていた。評議員は4年の任期を務め、毎年会合を開いていた。アンジェイ・エリアシュが評議員会議長だった。他のメンバーには、ヤン・ストレラウ（前評議員会議長）、ミハウ・ヤン・ボニ（欧州議会議員）、マグダレナ・ジエウグチ（Google for Work）、ロベルト・ファームホーファー（コペルニクス科学センター所長）、アレクサンダー・クテラ（Onet.pl S.A.）、プルゼミスワフ・シュミット、エワ・ヴォエルケル＝クロコヴィッチがいた。2018年現在、ポーランドの新高等教育法に従い、SWPS社会科学・人文科学大学の運営組織は学長と事務局長で構成されている。
学長
- アンドレイ・エリアシュ（1996年から2016年まで）
- ロマン・チェシラク（2016年より）

## 研究

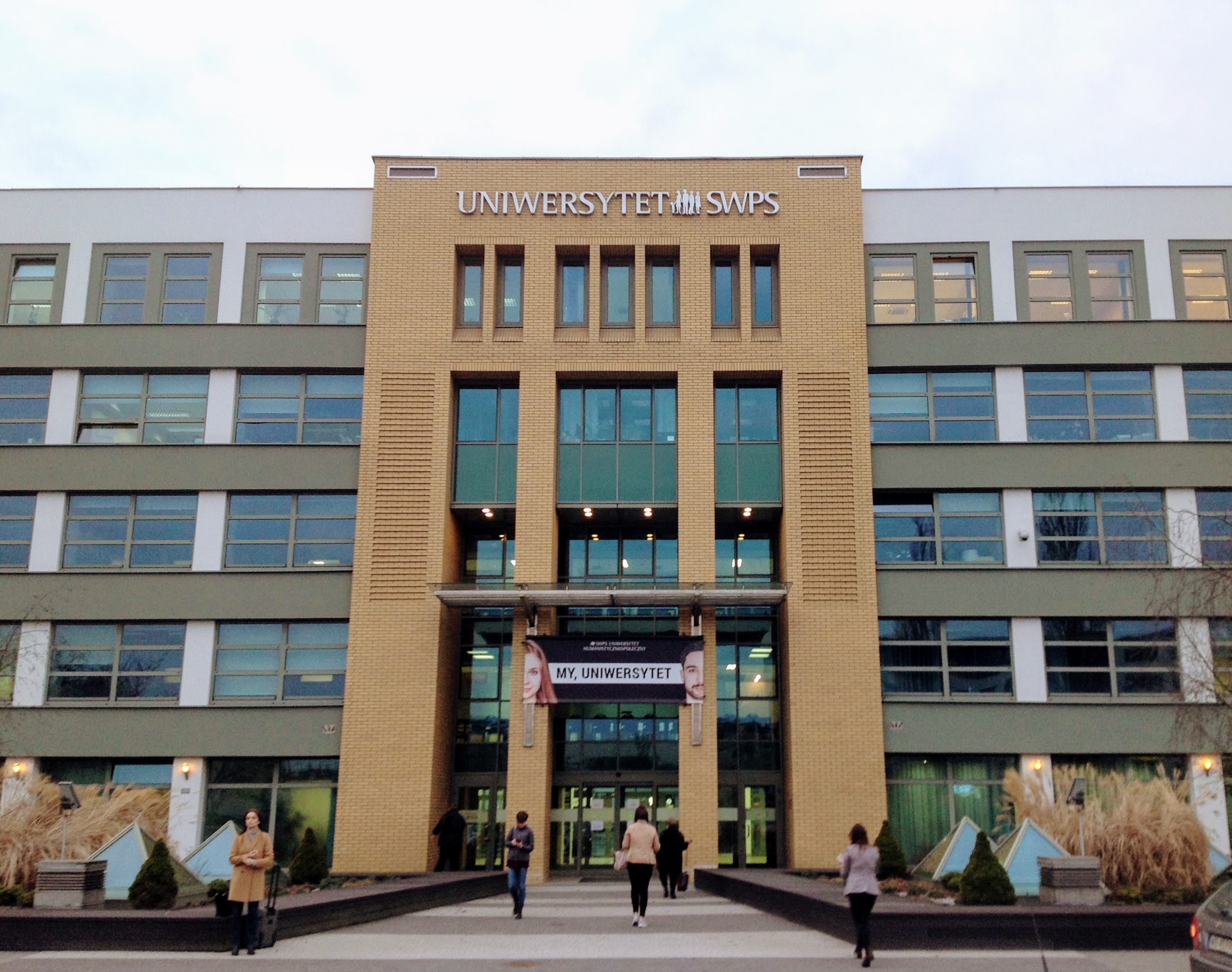
Building of the SWPS University of Social Sciences and Humanities

SWPS社会科学・人文科学大学では、15の学部課程と大学院課程をすべて英語で、30以上の学部課程、大学院課程、博士課程、70以上の専門分野をポーランド語で開講している。主な専攻分野は、心理学、法学、言語学、文学・文化研究、メディア・コミュニケーション、経営学、デザインである。同大学は、科学・高等教育省により、ポーランドの社会科学プログラムを提供する主要な高等教育機関として位置づけられている。

## 学部
SWPS社会科学・人文科学大学の11学部は、文化研究、文学研究、法学、社会学（ワルシャワ）、心理学（ワルシャワ、ヴロツワフ、ソポト）の分野で博士号を授与する権限を持っている。また、文化研究（ワルシャワ）および心理学（ワルシャワ、ヴロツワフ）の博士号取得者（habilitacja）授与の権限もある。

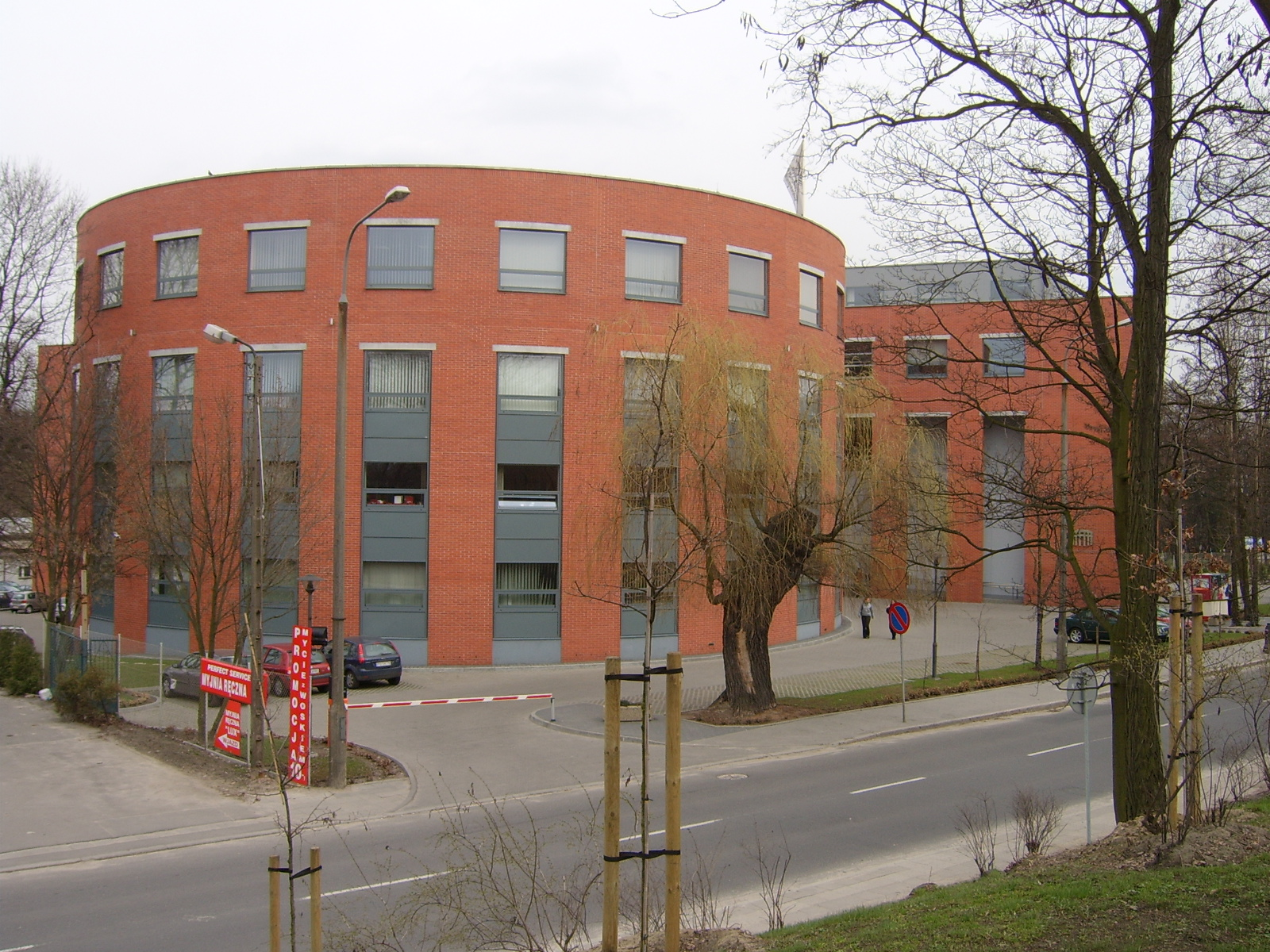
SWPS in Poznan

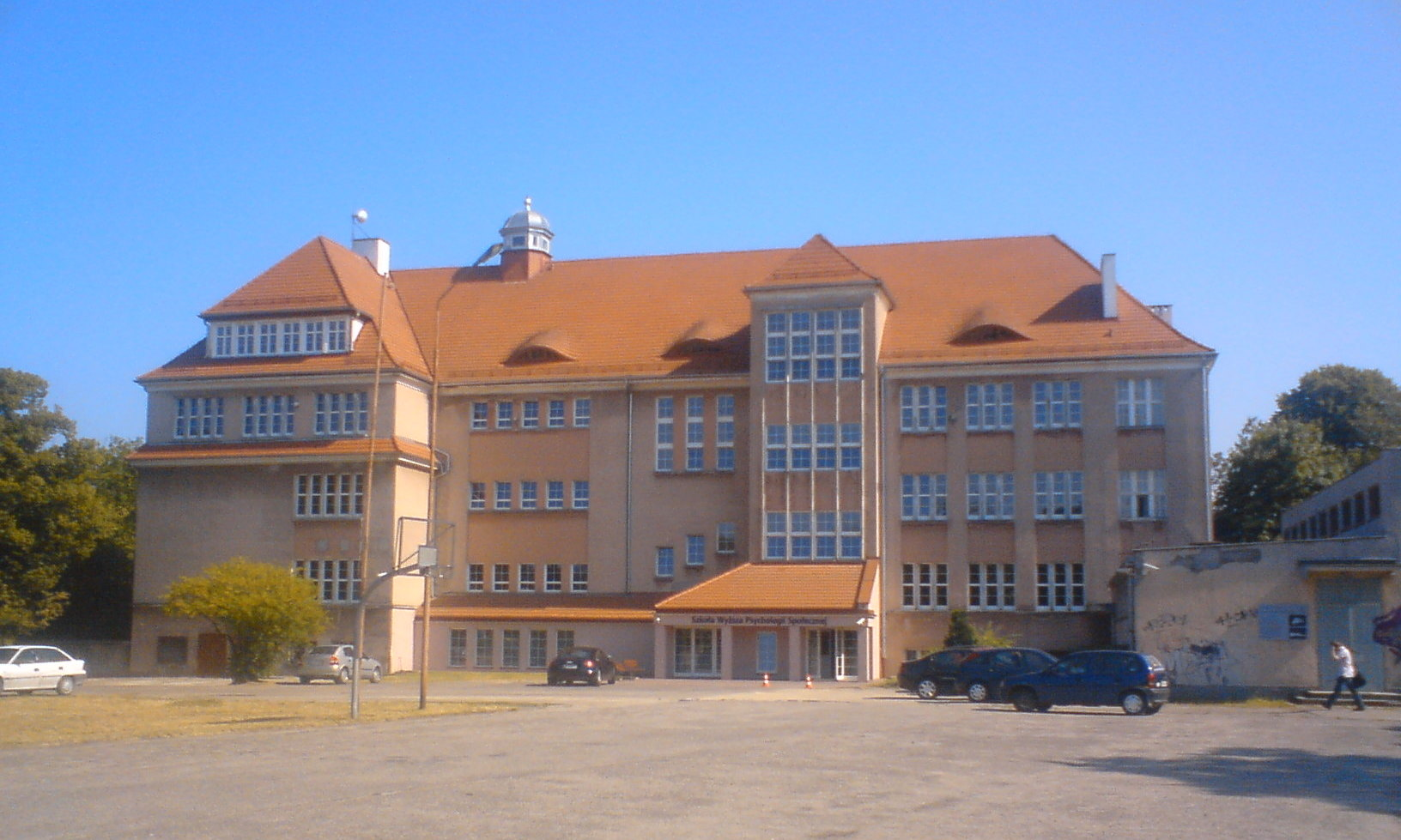
SWPS in Sopot

| Locations  | Faculties                                | Subjects                 |
| ---------- | ---------------------------------------- | ------------------------ |
| ワルシャワ | Warsaw Faculty of Psychology             | 心理学                   |
| ワルシャワ | Warsaw Faculty of Humanities             | 人文科学                 |
| ワルシャワ | Warsaw Faculty of Social Sciences        | 社会科学                 |
| ワルシャワ | Faculty of Design in Warsaw              | デザイン学               |
| ワルシャワ | Warsaw Faculty of Law                    | 法学                     |
| Sopot      | Sopot Faculty of Psychology              | 心理学                   |
| Katowice   | Katowice Faculty of Psychology           | 心理学                   |
| Kraków     | Kraków Faculty of Psychology             | 心理学                   |
| Wrocław    | Wrocław Faculty of Psychology            | 心理学                   |
| Wrocław    | Wrocław Faculty of Law and Communication | 法・コミュニケーション学 |
| Poznań     | Poznań Faculty of Psychology and Law     | 心理・法学               |

## 著名な研究員
- Jan Strelau, doctor honoris causa[3]
- Shevah Weiss, doctor honoris causa[4]
- Robert Cialdini, doctor honoris causa[5]
- Philip Zimbardo, doctor honoris causa[6]
- Małgorzata Kossut, head of the Department of Psychophysiology of Cognitive Processes
- Jerzy Adam Kowalski, Institute of Culture Science
- Tomasz Witkowski, founder of the Klub Sceptyków Polskich
- Roman Laskowski, professor of the Jagiellonian University and University of Gothenburg
- Piotr Waglowski, researcher of communication processes in the paradigm of social constructionism
- Andrzej Nowak, director and founder of the Institut of Social Psychology of Internet and Communication
- Jerzy Szacki, one of the most prominent representatives of the Warsaw School of the History of Ideas
- Dariusz Doliński, president of the Psychological Sciences Committee in the Polish Science Academy
- Bogdan Wojciszke
- Klaus Bachmann, associate professor at the Institute of Political Science.

## 著名な卒業生
- Daria Abramowicz, sports psychologist
- Ania, singer
- Agnieszka Brustman, chess master
- Katarzyna Cichopek, actress and dancer
- Tomasz Kamusella, historian
- Żanna Słoniowska, novelist and journalist
- Aleksandra Szwed, actress

## 社会参加
SWPS社会科学・人文科学大学は、教員や学生の社会参加という理念を育むため、様々な地域や国の組織と協力している。SWPSにはリーガルクリニックがあり、低所得者向けに無料の法律相談を行っている。また、大学のメインキャンパスがあるワルシャワのプラガ地区で小規模なビジネスを営む地元の職人たちを支援している。研究成果の多くは、神経科学、経済や公共政策のための行動学的洞察、健康と栄養、高齢化、若者の適応、あるいはホライズン・ヨーロッパのEUの課題（移民、デジタル世界における人間とテクノロジーの関係等）への対応など、社会的、ビジネス的、政治的な問題に捧げられている。SWPSは様々なNGOや社会貢献団体と協力し、アショカ・Journey to Changemakingサーティフィケートを取得したヨーロッパ初のキャンパスであり、国連SDGsを中心にポーランドの7つの大学が集まり、新たに設立されたエンゲージド・ユニバーシティ・フォーラムのメンバーでもある。

## ランキング
- SWPS大学は、Perspektywy 2019年ポーランド大学ランキングによると、ポーランドで2番目に優れた私立高等教育機関にランクされている。
- タイムズ・ハイヤー・エデュケーション（THE）による2020年世界大学ランキングにおいて、SWPS大学は1001+にランクされている。
- 2020年タイムズ・ハイヤー・エデュケーション世界大学ランキングにおいて、SWPSは心理学で401+、社会科学で401-500に科目別にランクされている。
- ARWU Global Ranking of Academic Subjects 2019において、SWPS社会科学・人文科学大学は心理学で201-300位にランクされている。
- アメリカUSニュースランキングによると、ポーランドで心理学1位、世界で308位である。

## 参照
- Collegium Da Vinci
- SWPS University Press